# Subcontinent
Un subcontinent este o suprafață extinsă a unui continent, care după anumite criterii poate fi diferențiată de restul continentului. Nu există un consens clar referitor la ce constituie un subcontinent, dar în general este acceptat faptul că subcontinentul este divizat de restul continentului prin unele caracteristici geotectonice, cum ar fi un lanț muntos sau o limită între plăcile tectonice.

## Subcontinente geografice și geologice

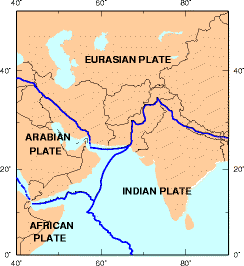
Placa indiană e numită adesea subcontinentul Indian

În tectonica plăcilor, ansamblul dintre o placă continentală mică unită cu o altă placă continentală mai mare poate fi considerat subcontinent, cum este cazul Subcontinentului Indian din placa indiană sau a Subcontinentului Arabic din placa arabică. În geografie Arabia nu este considerată foarte frecvent subcontinent, în pofida neconsistenței frontierei geografice cu Asia și a unei clime variate. Europa, la rândul său, este ca o peninsulă mare, care aparține de placa euroasiatică. Europa este descrisă uneori ca un subcontinent al continentului Eurasia. De asemenea, cel mai mic continent, Australia, și cea mai mare insulă, Groenlanda, sunt considerate uneori subcontinente.
În mediul hispanofon, America de Nord, America de Sud și America Centrală sunt considerate subcontinente ale continentului (pan)american, partea de nord și partea de sud fiind conectate printr-un istm. Se consideră uneori că și Africa și Eurasia sunt două subcontinente care formează continentul Afro-Eurasia, același motiv. Cu toate acestea, Eurasia, Afro-Eurasia și America sunt considerate în general supercontinente formate din continente.

### Listă de subcontinente
America de Nord
     Groenlanda, America Centrală și Antilele
     America de Sud
     Conul Sudic
     Africa
     Valea Rift și Madagascar
     Europa
     Peninsula iberică și Peninsula Scandinavă
     Asia
     Subcontinentul Arabic, Subcontinentul Indian, Indochina și Insulindia
     Oceania
- America

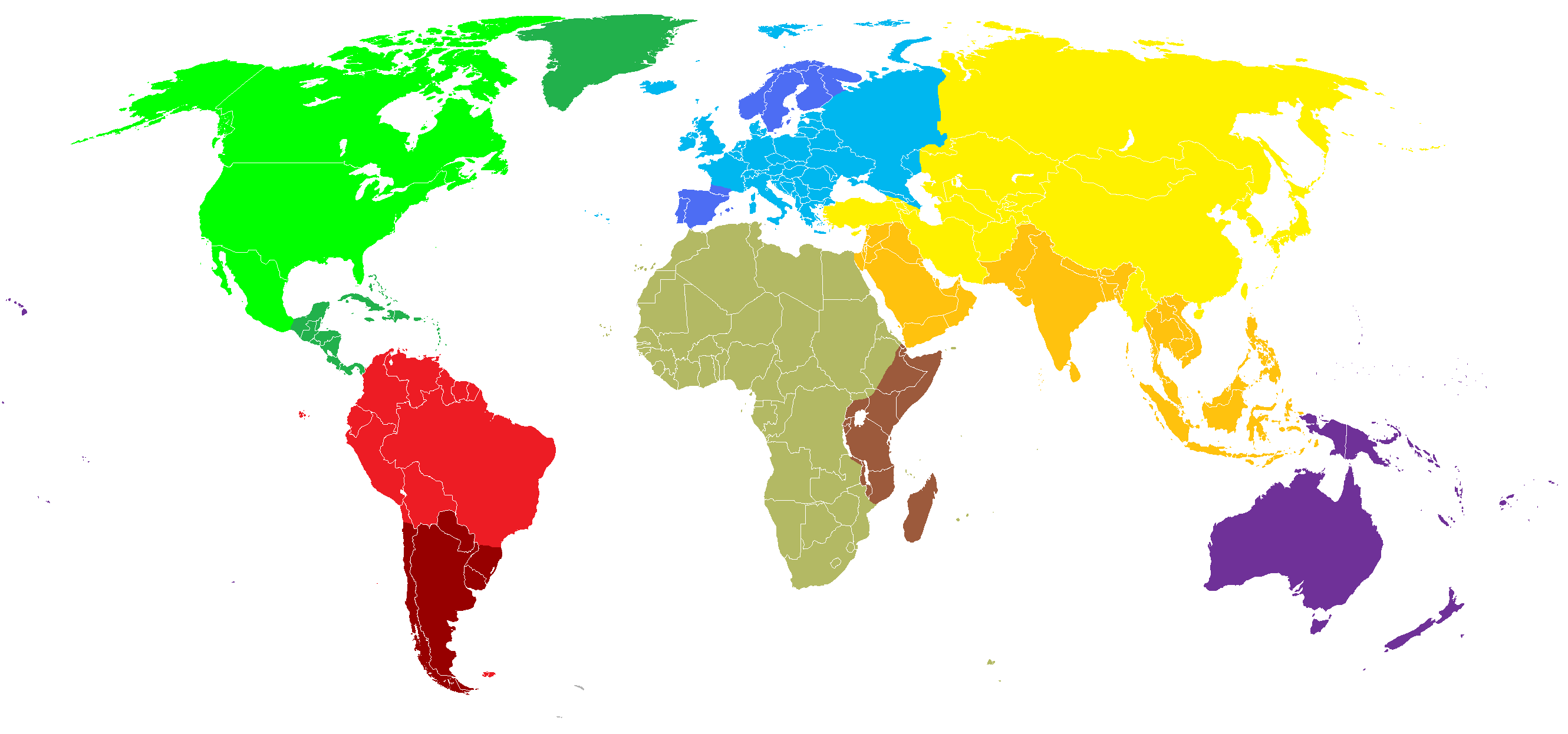
America de Nord
Groenlanda, America Centrală și Antilele
America de Sud
Conul Sudic
Africa
Valea Rift și Madagascar
Europa
Peninsula iberică și Peninsula Scandinavă
Asia
Subcontinentul Arabic, Subcontinentul Indian, Indochina și Insulindia
Oceania

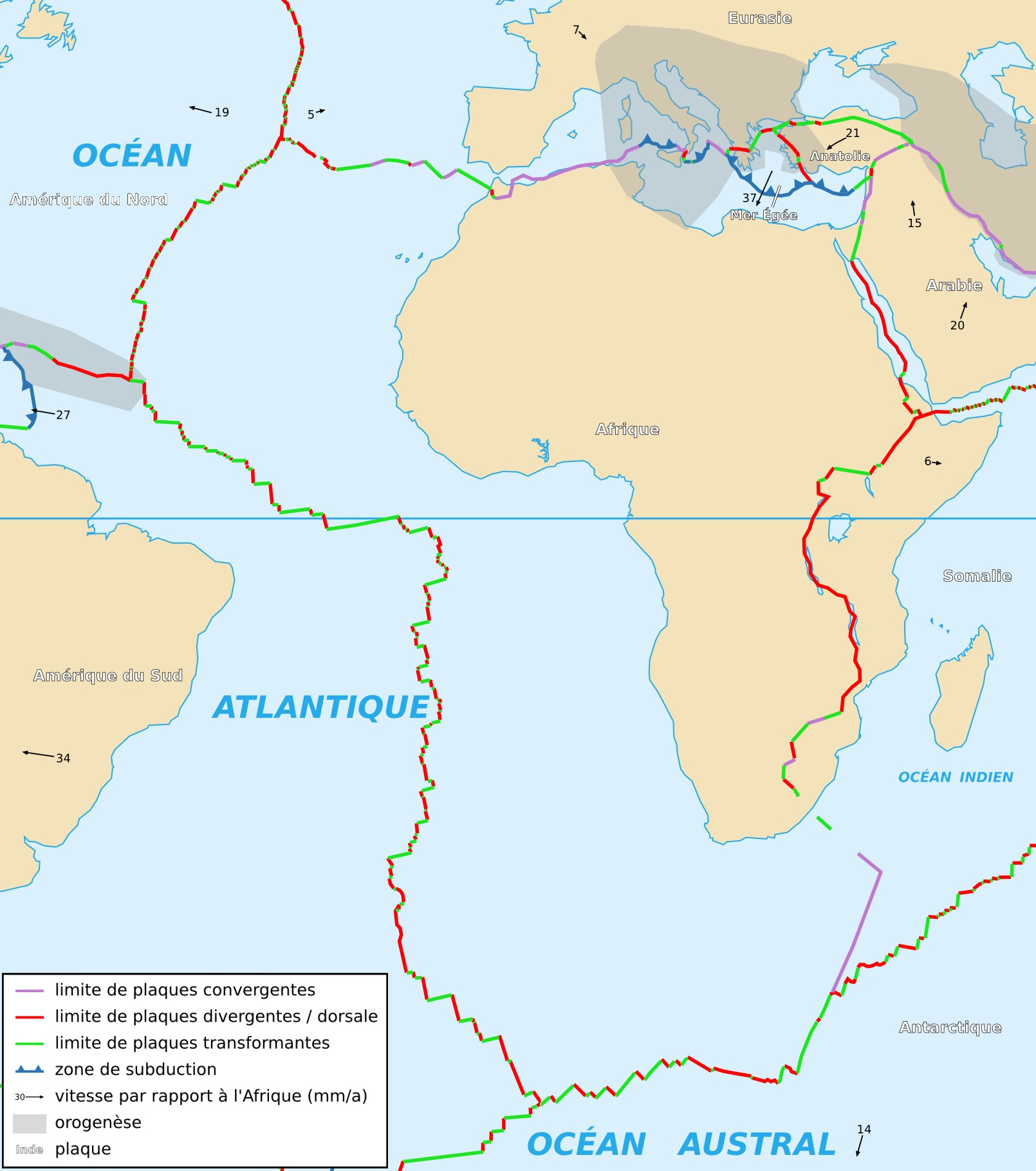

  - America este considerată și un continent dar și un supercontinent format din subcontinentele America de Nord, America de Sud și America Centrală.
- În America de Nord
  - Subcontinentul centroamerican
  - Subcontinentul caraibian
  - Groenlanda
- În America de Sud
  - Conul Sudic
- În Antarctida
  - Antarctida Occidentală
  - Antarctida Orientală
  - Kerguelen
- În Eurasia
  - Europa
  - Subcontinentul Escandinavo
  - Subcontinentul Iberic
  - Ocazional și Insulele Britanice sunt considerate subcontinent
  - Subcontinentul Indian
  - Subcontinentul Arabic
  - Asia de Sud-Est
    - Indochina
    - Insulindia (arhipelagul malaiez)
- În Africa
  - Valea Rift
  - Madagascar
  - Însăși Africa poate fi considerată un subcontinent al (super)continentului Afro-Eurasia.
- În Oceania
  - Polinezia
  - Micronezia
  - Melanezia
  - Australasia
  - Insulindia
  - Australia
  - De asemenea, poate fi considerat subcontinent și Noua Guinee.